# 湖畔大樓
湖畔大樓（直译：“河畔大樓”）是位於莫斯科国际商务中心的甲級寫字樓。大廈共有三座。
2007年完工時，湖畔大樓成為俄羅斯與歐洲第一高樓，隔年被首都之城莫斯科塔超越。

## 建築設計
- A座：建於2004年。樓高85米，17層。
- B座：建於2005年。樓高127米，25層。
- C座：建於2007年。樓高268.4米，59層。

## 外部連結
- 官方連結：
  - 官方網頁 （页面存档备份，存于）
- 其他連結：
  - （英文）湖畔大樓 - SkyscraperPage （页面存档备份，存于）
  - （英文）湖畔大樓 - Emporis database （页面存档备份，存于）
  - （俄文）湖畔大樓 - SkyscraperCity討論區 （页面存档备份，存于）
  - （英文）湖畔大樓 - SkyscraperCity討論區 （页面存档备份，存于）